# Grad Višnjevek
Grad Višnjevek  (narečno: Višnjevk, v starih listinah tudi Visneuicko in Wisnivich (1288); Visgniuch (1314))  je v srednjem veku stal na griču Zagrad pri Višnjeviku v Goriških Brdih. Verjetno je bil postavljen v začetku 13. stoletja na posesti Oglejskega patriarha. Gradič je bil opuščen v razvaline v drugi polovici 15. stoletja. Sedaj na mestu najdemo le delne sledove gradu.

## Zgodovina
Na gradu so gospodarili vitezi Višnjevski, ki so bili ministeriali Oglejskih patriarhov. V letu 1258 so v listinah na gradu (opisanim kot castrum) v letu 1258 navedeni bratje Friderik, Viljem in Filip. Vitezi z Višnjevka so potem zadnjič izpričani leta 1296. Že leta 1277 so Višnjevek  pridobili v neposreden fevd Goriški grofje. Zadnjič je omenjen vitez prvotne družine po imenu Fric, ki je bodisi izumrla, ali se preselila na kak drug oglejski grad ali dvor. Goriški so grad in gospoščino podeljevali v sekundarni fevd. Tako je zadnji Goriški grof Lenart leta 1471 gospoščino z opuščenim gradom podelil v fevd Vidu in Frančišku Dornberškima. Leta 1473 pa ga je imel v fevdu Anton iz Višnjevka, ki ni bil več plemiškega rodu. To je tudi poslednja omemba tega gradiča. 